# Уткуль (озеро)
Утку́ль (Иткуль, Большой Иткуль) — озеро в Алтайском крае России, располагается на юге Троицкого района у границы с Зональным районом. Относится к бассейну правобережной части верхнего течения Оби.
Находится на высоте 218 м над уровнем моря. Площадь водной поверхности — 10 км². Площадь водосборного бассейна — 464 км². С северо-восточной стороны впадает река Буланиха. Сток идёт на юг по одноимённой реке в соседнее озеро Малый Уткуль и далее в Чемровку.

## Данные водного реестра
По данным Государственного водного реестра России относится к Верхнеобскому бассейновому округу, водохозяйственный участок — Обь от слияния рек Бия и Катунь до города Барнаул, без реки Алей, речной подбассейн — бассейны притоков (Верхней) Оби до впадения Томи. Речной бассейн — (Верхняя) Обь до впадения Иртыша.
Код объекта в государственном водном реестре — 13010200311115100000387.